# Xavier Villaurrutia
Xavier Villaurrutia y González (n. 27 august 1903, Ciudad de México – d. 25 decembrie 1950, Ciudad de México) a fost un poet mexican și dramaturg. Din 1928 a devenit membru activ al grupului literar de la revista Los Contemporáneos. Cea mai cunoscută operă a sa este piesa de teatru Autos profanos (1943).

## Opere

### Poezie
- 1923: Primeros poemas
- 1933: Nocturnos
- 1938: Nostalgia de la muerte
- 1941: Décima muerte
- 1948: Cantos a la primavera
- 1966: Obras